# I Know You Want Me (Calle Ocho)
«I Know You Want Me (Calle Ocho)» (с англ. — «Я знаю, что ты меня хочешь») — песня американского рэпера Питбуля, выпущенная в качестве второго сингла с альбома Rebelution. В песне содержится семпл из песни «75, Brazil Street» Николы Фасано VS. Pat Rich, в которой присутствует семпл из песни «Street Player» группы Chicago. Основа идет из песни доминиканских рэперов El Cata и Omega. Это название относится к Calle Ocho, улице в Майами, район Little Havana. Песня впервые прозвучала на радио Майами WPOW. Её также использовали в Dance Central, танцевальной игре на контроллере Kinect от игровой приставки Xbox 360, Dance Dance Revolution X2 для PlayStation 2, танцевальной игре на PlayStation Move от PlayStation 3 в SingStar Dance и в пилотной серии сериала Пригород.
Клип был впервые выпущен 9 марта 2009 года через Ultra Records на YouTube. Его режиссёром стал Марк Томпсон. В нём снялись Питбуль, Nayer и модели Саджья Кастаньеда, Мария Милиан, Анжелика Касаньяс и неизвестная девушка. Его посмотрели 280 миллионов раз, хотя видео недоступно для всеобщего просмотра в связи с ограничениями по лицензии в некоторых странах.
«I Know You Want Me (Calle Ocho)» был самым просматриваемым клипом на YouTube в 2009. Видео посмотрели 82 миллиона раз, тем самым легко обойдя 2-е и 3-е место двух клипов диснейевской звезды Майли Сайрус: «The Climb» (64 миллиона просмотров) и «Party In The USA» (54 миллиона).
Официальная версия клипа (без титров «Ultra Records» в начале) была выпущена на официальном канале Питбуля на сайте VEVO 25 мая 2011. Его посмотрели более 581.045 раз.

## Музыка и композиция
«I Know You Want Me (Calle Ocho)» — быстрый синкопированный хип-хоп ритм с чистым вокалом в припеве и поп хуком в слиянии с евродансом и синтезатором, основанном на хаусе. Песня написана в тактовом размере со средним темпом 128 ударов в минуту и в ре миноре. Вокальный диапазон Питбуля колеблется от До4 до Си-бемоль минор4. Песня является вокальным миксом песни «75, Brazil Street» Николы Фасано Vs Pat-Rich, в которой содержится семпл из песни «Street Player» группы Chicago. К моменту релиза песни, семпл из «Street Player» переиграл Марк Саммерс на Scorccio Sample Replays Архивная копия от 2 марта 2019 на Wayback Machine.

## Отзывы критиков
Песня получила смешанные отзывы. Редактор Billboard.com Майкл Меначем дал единственный благоприятный обзор: 
Питбуль привнес немного «Little Havana» на клубную сцену с песней "I Know You Want Me (Calle Ocho)". Мудрое смешение реггетона с евродансом в итоге выглядит как мультиформатный хит. В самом центре акустическая гитара и ошеломляющий ритм, с чувственными духовыми в семпле, что является продолжением песни "Street Player" группы Chicago, которая породила техно песню 90-х "The Bomb" группы Bucketheads. Центральные радиостанции упустили предыдущий сингл Питбуля "Krazy" при участии Лил Джона, но "Calle Ocho" уже на полпути к успеху в Billboard Hot 100, ведь страсти уже начинают накаливаться на улицах и в клубах.

Фрейзер МакАльпин из BBC также одобрил её. Он сказал, что она должна была быть сексуальной по тексту по тому, как исполнил её Питбуль, но она скорее забавная и 'больше смешная, чем заискивающая', и задался вопросом: по-разному ли она произведёт эффект на слушателей разных полов: 
«Я не знаю, произвела ли необыкновенный эффект на представительниц женского пола песня, но по существу мне нравится зажигательная танцевальная версия до боле известного жанра музыки, которую поет прикольный парень  о том, как он возбужден при этом загибая пальцы».

## Появление в чартах
«I Know You Want Me (Calle Ocho)» — первый сингл Питбуля, получивший международный успех. Сингл достиг пика под #2 в Billboard Hot 100 в США, что стало для Питбуля самым успешным синглом до появления хита #1 «Give Me Everything», песня стала также второй, попавшей в топ-10. Она достигла #1 во французских чартах и #4 в Mainstream Top 40. В Британии сингл дебютирировал на #53, потом поднялся до #28 на следующей неделе, на третьей — 13 и на четвёртой неделе #9, став для Питбуля первым синглом топ-10 в Британии. На следующей неделе она поднялась до #7, достигнув #4 неделю спустя.
Песня также достигла #7 в Австралии, став его первой песней, достигшей топ-10 там, в то время, как в Испании достигла #1 и была три раза сертифицирована Платиновой с продажами более 120,000 единиц.
В Новой Зеландии песня достигла 3 строки и была засертфицирована Золотой с продажами более 7,500 копий.
К июню 2011 «I Know You Want Me» была распродана 2.6 млн. цифровыми копиями в США.

## Список композиций

### Цифровая загрузка
1. «I Know You Want Me (Calle Ocho)» — 4:07

### iTunes EP
1. «I Know You Want Me (Calle Ocho)» [More English Radio Edit] — 3:40
2. «I Know You Want Me (Calle Ocho)» [Radio Edit] — 4:04
3. «I Know You Want Me (Calle Ocho)» [More English Mix] — 3:03
4. «I Know You Want Me (Calle Ocho)» [More English Extended Mix] — 4:26

### Промо CD
1. «I Know You Want Me [Calle Ocho]» (Radio Edit Cold) — 03:40
2. «I Know You Want Me [Calle Ocho]» (Radio Edit Fade) — 04:04
3. «I Know You Want Me [Calle Ocho]» (Spanish Bridge Version) — 03:03
4. «I Know You Want Me [Calle Ocho]» (More English Extended Mix) — 03:49
5. «I Know You Want Me [Calle Ocho]» (Why Is Being Calle Ocho To Me? Remix) — 06:56
6. «I Know You Want Me [Calle Ocho]» (Extended Mix) — 04:26
7. «I Know You Want Me [Calle Ocho]» (Extended Instrumental Mix) — 06:04
8. «I Know You Want Me [Calle Ocho]» (Featuring Yomo) 04:14

## Чарты
| Чарт (2009)                    | Пик |
| ------------------------------ | --- |
| Австралия                      | 6   |
| Австрия                        | 3   |
| Бельгия (Фландрия)             | 1   |
| Бельгия (Валония)              | 2   |
| Канада                         | 2   |
| Дания                          | 6   |
| Голландия                      | 1   |
| Eurochart Hot 100 Singles      | 1   |
| Финляндия                      | 2   |
| Франция                        | 1   |
| Германия                       | 8   |
| Греция                         | 1   |
| венгрия                        | 4   |
| Ирландия                       | 5   |
| Италия                         | 6   |
| Новая Зеландия                 | 3   |
| Норвегия                       | 5   |
| Румыния                        | 1   |
| Россия                         | 1   |
| Испания                        | 1   |
| Швеция                         | 3   |
| Швейцария                      | 2   |
| Турция                         | 1   |
| UK Singles Chart               | 4   |
| U.S. Billboard Hot 100         | 2   |
| U.S. Billboard Hot Latin Songs | 6   |
| U.S. Billboard Hot Rap Tracks  | 4   |
| U.S. Billboard Pop 100         | 2   |

### Сертификация
| Страна    | Источник   | Сертификация  | Продажи   |
| --------- | ---------- | ------------- | --------- |
| Испания   | PROMUSICAE | 3x платиновый | 120,000+  |
| Аргентина | EMI        | золотой       | 10,000+   |
| США       | RIAA       | 2x платиновый | 2,000,000 |
| Австралия | ARIA       | платиновый    | 70,000    |
| Канада    | CRIA       | 3× платиновый | 120,000   |
| Германия  | BVMI       | золотой       | 150,000+  |

## Ежегодные чарты
| Чарт (2009)               | Позиция |
| ------------------------- | ------- |
| Australia (ARIA)          | 21      |
| Canadian Hot 100          | 7       |
| France (SNEP)             | 7       |
| German Singles Chart      | 37      |
| Hungarian Airplay Chart   | 28      |
| Italy (FIMI)              | 26      |
| New Zealand Singles Chart | 20      |
| Spanish Singles Chart     | 3       |
| Swiss Singles Chart       | 11      |
| UK Singles Chart          | 59      |
| US Billboard Hot 100      | 17      |
| Чарт (2010)               | Позиция |
| Hungarian Airplay Chart   | 55      |